# Xyris serotina
Xyris serotina är en gräsväxtart som beskrevs av Alvin Wentworth Chapman. Xyris serotina ingår i släktet Xyris och familjen Xyridaceae. Inga underarter finns listade i Catalogue of Life.